# Bytoš'
Bytoš' è una cittadina della Russia europea occidentale, situata nella oblast' di Brjansk. È dipendente amministrativamente dal rajon Djat'kovskij.
Sorge nella parte nordorientale della oblast', alcune decine di chilometri a nord del capoluogo Brjansk.